# The Book 3
The Book 3 ist der Titel der vierten japanischsprachigen Extended Play – die sechste EP insgesamt – des japanischen Popmusikduos Yoasobi, die am 4. Oktober 2023 über Sony Music Entertainment Japan erschien.
Die EP beherbergt alle Lieder, die seit der EP The Book 2 veröffentlicht wurden, darunter die Lieder Shukufuku und Idol sowie alle vier Titel der Hajimete-no-EP. Zudem sind auf der EP das Lied Yūsha und zwei Zwischenspiele zu finden, sodass die EP insgesamt zehn Stücke enthält. Die Gesamtspielzeit der EP liegt bei 29 Minuten und 31 Sekunden.

## Hintergrund und Veröffentlichungen
Am 1. September 2023 gaben die Musiker die Veröffentlichung ihrer EP The Book 3 für den 4. Oktober bekannt und gaben weitere Details, wie die Titelliste und dem Coverdesign preis. So sind auf der EP unter anderem die Lieder Adventure, Shukufuku und Idol zu finden. Beide letztgenannten Stücke sind im Vorspann der Anime-Fernsehserien Mobile Suit Gundam: The Witch of Mercury bzw. Oshi no Ko zu hören.
Am selben Tag wurde zudem das Lied Yūsha in einem Werbetrailer zur Anime-Fernsehserie Frieren vorgestellt, in welcher das Stück im Vorspann zu hören ist. Das Lied basiert auf den Kurzroman Sōsō von Jirō Hiso, dessen Erarbeitung von Kanehito Yamada, dem Verfasser der Mangavorlage, überwacht wurde. Es erschien am 29. September 2023, am Tag der Premierenausstrahlung des Anime im japanischen Fernsehen.
Des Weiteren sind alle vier Lieder, die in Zusammenarbeit mit vier Naoki-Preisträgerinnen entstanden und zuvor auf der Hajimete-no-EP veröffentlicht wurden, auf The Book 3 zu finden.
Die physische Variante erscheint, wie seine Vorgänger The Book und The Book 2 in einer limitierten Auflage mit einer Ordner-Aufmachung. Am 19. April 2024 gab das in Deutschland ansässige Musiklabel Black Screen Records bekannt, in Zusammenarbeit mit dem deutschen Zweig von Sony Music, die EP außerhalb Japans auf Vinyl zu veröffentlichen. Am 23. Oktober 2024 erscheint eine limitierte Vinyl-Auflage der EP in Japan. In einer Pressemitteilung vom 30. August 2024 wurde die Herausgabe einer Vinyl-Version von The Book 3 für den japanischen Markt angekündigt. Hintergrund für die Produktion der limitierten Vinyl-Version ist das fünfjährige Bestehen des Musikduos. Während die Schallplatte selbst in der Farbe des EP-Covers der CD- und digitalen Version gehalten ist, wurde für die limitierte Vinyl-Auflage ein eigenes Artwork kreiert. Das Artwork basiert auf einer Zeichnung von Ayase bzw. Ikura und wurde von dem chinesischen Illustratoren QINGYI angefertigt.

## Produktion
Geschrieben und produziert werden die Lieder des Duos von Ayase, wobei die von ihm geschriebenen Liedtexte auf Kurzgeschichten, Romane, Comics und Gedichte aufstrebender und etablierter Schriftsteller basieren.
Bei der Produktion kommt die Gesangssoftware Vocaloid zum Einsatz. Alle Demoversionen werden mit dieser Software erstellt und mit einer Stimme aus der Stimmdatenbank unterlegt. Dies geschieht, damit Sängerin Ikura erste Eindrücke zum späteren Endprodukt sammeln kann. Sie schreibe beim Hören der Demos ihre ersten Gedanken auf. Beim Einsingen der Lieder schlüpfe sie in die Rollen der jeweiligen Charaktere bzw. des Erzählers der jeweiligen Geschichten, auf denen die Lieder basieren.

## Mitwirkende
| Musik und Produktion - Ikura – Gesang - Ayase – Produktion, Komposition, Liedtext, Arrangement - Konnie Aoki – Liedtext Chor (1, 7) - Real Akiba Boyz – Gangshouts (7) - AssH – E-Gitarre (9, 10) - Takeruru – E-Gitarre (3, 8) - Hikaru Yamamoto – E-Bass (3) - Takayuki Saitō – Aufnahme (Gesang) - Hiroaki Okuda – Aufnahme (Chorgesang) - Masahiko Fukui – Mixing - Hidekazu Sakai – Mastering | Textvorlagen (Romane bzw. Kurzgeschichten) - Jirō Hisō – Sōsō (1) - Ichirō Ōkouchi – Yurikago no Hoshi (3) - Mizuki Tsujimura – Yūrei (4) - Rio Shimamoto – Watashi Dake no Shoyūsha (5) - Aka Akasaka – 45510 (7) - Miyuki Miyabe – Iro Chigai no Trump (8) - Nagi – Lens Goshi no Kirameki o (9) - Eto Mori – Hikari no Tane (10) |

Gastsänger
| - Ebony Bowens (1, 7) - Imani J. Dawson (1, 7) - Shore Cienna (1) - Emily (1) - Mimiko Goldstein (1) - Ivy (1) - Jonas Gen Whitaker (1) - Haley Lewis (1) - Marrista (1) | - Sofia Ray (1) - Missy Suzuki (1) - Velvet (1) - Zaquro Misohagi (5) - Lyle Carr (7) - Chloe Kibble (7) - Kyte (7) - Andrew Soda (7) - Marista Stubbs (7) |

## Titelliste
| Nr. | Titel (japanisch)            | Länge | Anmerkungen                                                                                 |
| --- | ---------------------------- | ----- | ------------------------------------------------------------------------------------------- |
| 1   | 勇者 Yūsha                   | 3:14  | Vorspann zur Anime-Fernsehserie Frieren                                                     |
| 2   | Interlude: Awakening         | 0:48  |                                                                                             |
| 3   | 祝福 Shukufuku               | 3:12  | Vorspann zur ersten Staffel der Anime-Fernsehserie Mobile Suit Gundam: The Witch of Mercury |
| 4   | 海のまにまに Umi no Manimani | 4:16  | Hajimete no                                                                                 |
| 5   | ミスター Misuta (Mr.)        | 3:05  | Hajimete no                                                                                 |
| 6   | Interlude: Worship           | 1:07  |                                                                                             |
| 7   | アイドル Idol                | 3:31  | Vorspann zur ersten Staffel der Anime-Fernsehserie Oshi no Ko                               |
| 8   | セブンティーン Seventeen     | 3:18  | Hajimete no                                                                                 |
| 9   | アドベンチャー Adventure     | 3:18  |                                                                                             |
| 10  | 好きだ Suki da               | 3:37  | Hajimete no                                                                                 |

## Informationen zu den Liedern
Mit Ausnahme der beiden Zwischenspiele basieren alle Lieder auf Romane, Kurzgeschichten oder Gedichte verschiedenster Autoren, wobei die Textvorlage zum Lied Adventure durch einen Schreibwettbewerb für Schüler ermittelt wurde. So basiert dieses Lied auf der Geschichte Lens Goshi no Kirameki o von Nagi, welches diesen Wettbewerb gewann. Der Text des Liedes Shukufuku, welches als Titellied im Vorspann der ersten Staffel der Anime-Fernsehserie Mobile Suit Gundam: The Witch of Mercury zu hören ist, fußt auf der Geschichte Yurikago no Hoshi von Ichirō Ōkouchi, welcher das Drehbuch der Animeserie schrieb. Shukufuku beschreibt die Beziehung zwischen Suletta Mercury, der Protagonistin der Animeserie, zu ihrem Aerial XVX-016 aus der Sichtweise des Gundams.
Die vier Lieder Seventeen, Mr., Suki da und Umi no Manimani entstanden in einer Zusammenarbeit mit den vier mit dem Naoki-Preis ausgezeichneten Schriftstellerinnen Miyuki Miyabe, Mizuki Tsujimura, Eto Mori und Rio Shimamoto unter dem Thema Eine Geschichte, die man liest, wenn man zum ersten Mal…. Die Stücke, die zunächst am 16. Februar 2022 und am 15. Februar 2023 auf digitaler Ebene veröffentlicht wurden, wurden für eine physische Veröffentlichung zur Hajimete-no-EP zusammengefasst und erschien am 10. Mai 2023 in verschiedenen Versionen in Japan. In Seventeen, welches auf der Kurzgeschichte Iro Chigai no Trump von Miyuki Miyabe fußt, wird die Tochter des lyrischen Ichs verdächtigt, einen Terroranschlag in einer Parallelwelt verübt zu haben. Im Lied Umi no Manimani, dessen Liedtext auf die Geschichte Yūrei von Mizuki Tsujimura zurückgeht, beschließt der Protagonist von zu Hause wegzulaufen und fährt mit einem Zug ans Meer, wo er auf ein mysteriöses Mädchen trifft, welches ihn nachts zum Strand ruft. Der Liedtext zu Mr. basiert auf Rio Shimamotos Geschichte Watashi Dake no Shoyūsha und handelt vom Protagonisten Boku, welcher in einer Einrichtung in einem nicht namentlich genannten Land beschützt wird und eines Tages beginnt, Briefe an eine andere Person zu schreiben, die er alsbald Sensei nennt. In Suki da, basierend auf Eto Moris Hikari no Tane, geht es um das erste Liebesgeständnis. Die Protagonistin ist in ihren Kindheitsfreund verliebt und versucht das Vergangene hinter sich zu lassen, um ihm ihre Gefühle gestehen zu können.
Das am 12. April 2023 veröffentlichte Lied Idol basiert auf die Kurzgeschichte 45510 des Oshi-no-Ko-Mangaka Aka Akasaka und beschreibt die zwiegespaltene Natur eines japanischen Idols anhand des fiktiven Charakters Ai Hoshino aus verschiedenen Blickwinkeln. Yūsha (jap. 勇者), auf Deutsch etwa Held bedeutend, befasst sich mit dem Charakter Frieren aus der gleichnamigen Mangareihe, ihrem emotionalen Wandel sowie ihren Erinnerungen an den Helden namens Himmel, zu dessen Mitstreiterin sie zählte.

## Promotion

### Festivalauftritte und Musiktourneen
Die Gruppe spielte auf ihren Konzerten Lieder, die auf The Book und The Book 2 zu finden sind. So wurden alle bis zu diesem veröffentlichten Lieder während der Denkosekka Arena Tour, die vom 4. April bis zum 26. Juni 2023 stattfand und mehr als 130.000 Zuschauer anlocken konnte, gespielt. Bei ihrem ersten Konzert in den Vereinigten Staaten, welches am 6. August 2023 im Rahmen des Head in the Clouds stattfand, spielten die Musiker die Lieder Shukufuku und Idol. Es folgten Auftritte auf dem Rock in Japan und dem Summer Sonic Festival.
Im November 2023 spielten die Musiker auf Einladung der britischen Rockband Bring Me the Horizon auf deren Nex_Fest in der Makuhari Messe in Tokio. Wenige Tage später war die Band auf beide Japan-Konzerte als Vorgruppe für Coldplay zu sehen, die diese im Rahmen ihrer Music of the Spheres World Tour im Tokyo Dome spielte. Im Dezember spielte die Gruppe auf dem Clockenflap Festival in Hongkong und dem Simple Life Festival auf Taiwan, bevor sie bis Januar 2024 ihre erste Asientournee mit Stops in Südkorea, Indonesien Singapur und Malaysia absolvierte. Das Konzert in Südkorea war binnen einer Minute ausverkauft, weswegen die Gruppe etwas später ein zusätzliches Konzert in Südkorea ankündigte. Im Anschluss folgte eine Japan-Tournee durch sechs Städte, wobei in jeder Stadt zwei Konzerte gespielt werden. Die Auftritte finden jeweils in Konzerthäusern des Unterhaltungsunternehmens Zepp statt.
Im April und im August 2024 spielten Yoasobi jeweils zwei Konzerte und traten dabei erstmals auf dem Coachella Valley Music and Arts Festival sowie dem Lollapalooza auf. Im Oktober 2024 spielt das Duo zur Feier des fünfjährigen Bestehens Konzerte im Kyocera Dome in Osaka sowie im Tokyo Dome. Im Dezember 2024 starten die Musiker ihre zweite Asientournee, die vierzehn Konzerte in sieben Staaten umfasst und im Februar 2025 endet.

### Printmedien und Fernsehauftritte
Am Tag der Veröffentlichung von The Book 3 erschien eine Spezialausgabe des Magazins Separate Volume Kadokawa, welches sich im gänzlichen Umfang mit dem Duo beschäftigt. Auch erschien in der November-Ausgabe des japanischen Rockmusikmagazins Rockin’On ein mehrseitiges Interview mit den Musikern. Am 4. September 2023 veröffentlichte das englischsprachige Musikmagazin New Musical Express einen ausführlichen Artikel über das Duo.
Das Duo war am 14. September 2023 in der Musiksendung NHK Music Expo 2023 zu sehen. In der Sendung unterhielten sich die Musiker gemeinsam mit ihren südkoreanischen Kolleginnen von NewJeans und dem Seventeen-Sänger Woozi über Musik. Außerdem wurde im Laufe der Fernsehsendung ein Live-Mitschnitt ihrer Performance zum Lied Idol im Rahmen des Summer Sonic Festivals gezeigt. Das Duo trat mit Idol in der koreanischen Musiksendung M Countdown auf.

### Sonderveröffentlichungen
Am 14. September 2023 wurde angekündigt, dass die EP The Book eine Neuauflage erhält, um den Verkauf von The Book 3 zu unterstützen.

## Rezeption

### Besprechungen
Mie Sugiura schrieb eine positive Kritik für das japanische Musikmagazin Rockin’On ohne dabei eine finale Wertung zu vergeben. The Book 3 sei eine wundervolle EP geworden und wurde als eine fast komplettierte Kurzgeschichtensammlung bezeichnet. Der teilweise expressiv anmutende Gesang Ikuras, die in die Rolle der Geschichtenerzählerin schlüpft, lasse den Hörer dahinschmelzen.
Das englischsprachige Teen-Vogue-Magazin nahm The Book 3 in ihrer Liste der 15 besten nicht-englischsprachigen Alben des Jahres 2023 auf und befand, dass die EP voll von Synthpop-Banger sei, die von Ayase erschaffen und von Ikura perfekt umgesetzt wurden. Ludovic Hunter-Tilney besprach die EP für die englischsprachige Zeitschrift Financial Times und befand, dass die Lieder durch eine manische Coding-Session entsprungen sein könnten. So wird das Lied Shukufuku als eine Achterbahnfahrt, bestehend aus Bombast und Bubblegum bezeichnet, während das Stück Suki da zwar mit Keychanges in jedem Refrain aufwarte, dabei dennoch leiser sei als andere Lieder auf der EP.

### Kommerzieller Erfolg

#### Singles
Mit Shukufuku, der Hajimete-no-EP und Idol erreichte das Duo jeweils eine Notierung in den heimischen Singlecharts. Die übrigen auf der EP befindlichen Lieder, welche zuvor auf digitaler Ebene veröffentlicht wurden, waren aufgrund einer fehlenden physischen Veröffentlichung nicht für die offiziellen Oricon-Singlecharts berechtigt. Stattdessen stiegen diese Stücke teilweise in den kombinierten Singlecharts ein, die neben den physischen auch digitale Musikverkäufe und Musikstreaming auswertet. Daneben erreichten drei Lieder, die auf The Book 3 zu finden sind, Notierungen in den Billboard Japan Hot 100.
Shukufuku erreichte nach einer physischen Veröffentlichung Platz drei der heimischen Singlecharts und hielt sich fünf Wochen lang in diesen auf. Innerhalb der ersten Verkaufswoche konnten knapp 24.000 Tonträger verkauft werden. Hajimete no erreichte im Mai 2023 Platz neun der japanischen Musikcharts nachdem knapp 10.000 physische Einheiten innerhalb der ersten Woche abgesetzt werden konnten. Idol stieg nach der Herausgabe einer physischen Single mit knapp 49.000 verkauften Einheiten innerhalb der ersten Woche auf Platz zwei der heimischen Singlecharts ein. Das am 12. April 2023 auf digitaler Ebene veröffentlichte Stück war bis zu seiner physischen Umsetzung nicht chartberechtigt. Zuvor brachen Yoasobi mit dem Lied mehrere Rekorde auf dem heimischen Musikmarkt. Mit Idol gelang dem Duo erstmals eine Chartnotierung außerhalb Japans. Für die Lieder Shukufuku und Idol erhielt das Duo mehrere Platin-Auszeichnungen von der Recording Industry Association of Japan (RIAJ) in ihrer Heimat in den Segmenten Download und Streaming. Außerdem wurde das Lied Mr. im August 2023 mit Gold im Streaming-Bereich ausgezeichnet.
Das am 29. September 2023 auf digitaler Ebene veröffentlichte Lied Yūsha erreichte mit knapp 26.000 Downloads eine Woche nach der Veröffentlichung Platz eins der digitalen Singlecharts sowie Platz 33 in den Streaming-Charts von Oricon. In den kombinierten Singlecharts erreichte das Lied mit Platz 14 seine Höchstposition. In den Billboardcharts stieg Yūsha in Japan, Hongkong, Taiwan sowie in den weltweit erhobenen Billboard Global 200 ein. Nachdem Yūsha am 13. Dezember 2023 eine Tonträgerveröffentlichung erfuhr, stieg das Lied auf Platz sieben der heimischen Singlecharts ein.

#### Verkaufszahlen von The Book 3
Wie Billboard Japan am 5. Oktober 2023 berichtete, konnte sich die EP am ersten Tag nach der Veröffentlichung etwas mehr als 50.000 mal verkaufen. Nur die japanische Rockband Mr. Children erreichte am ersten Verkaufstag ihres Albums mehr verkaufte Tonträger. Im gleichen Zeitraum wurde The Book 3 mehr als 2.200 mal heruntergeladen. Billboard errechnete knapp 73.000 verkaufte Tonträger innerhalb der ersten Verkaufswoche. c
Laut Oricon wurde The Book 3 innerhalb der ersten Verkaufswoche etwas mehr als 11.000 mal heruntergeladen, womit es Platz eins der digitalen Albumcharts erreichte. Auf physischer Ebene konnten mehr als 71.000 Exemplare der EP innerhalb der ersten Verkaufswoche an den Mann gebracht werden. c Nach einem Monat wurden, laut Oricon, etwas mehr als 107.000 Einheiten des Albums auf physischer Ebene verkauft. Die Recording Industry Association of Japan (RIAJ) zeichnete die EP daraufhin mit einer Goldenen Schallplatte aus.

### Chartplatzierungen
Im Zuge der Vinyl-Veröffentlichung der EP beim deutschen Label Black Screen Records stieg diese zum 31. Juli 2024 auf Platz 63 der deutschen Midweekcharts ein, verpasste aber einen offiziellen Charteinstieg in den Albumcharts zwei Tage später.
| ChartsChartplatzierungen | Höchstplatzierung | Wochen |
| ------------------------ | ----------------- | ------ |
| Japan (Oricon)           | 2 (… Wo.)         | …      |

| ChartsJahrescharts (2023) | Platzierung |
| ------------------------- | ----------- |
| Japan (Oricon)            | 42          |

### Auszeichnungen für Musikverkäufe
| Land/Region  | Auszeichnungen für Musikverkäufe (Land/Region, Auszeichnung, Verkäufe) | Verkäufe |
| ------------ | ---------------------------------------------------------------------- | -------- |
| Japan (RIAJ) | Gold                                                                   | 100.000  |
| Insgesamt    | 1× Gold ·                                                              | 100.000  |

## Auszeichnungen und Nominierungen
| Jahr | Auszeichnung   | Kategorie        | Resultat  | Quellen       |
| ---- | -------------- | ---------------- | --------- | ------------- |
| 2024 | CD Shop Awards | Grand Prix (Rot) | Nominiert | [ 81 ] [ 82 ] |
| 2024 | CD Shop Awards | Finalist Award   | Gewonnen  | [ 81 ] [ 82 ] |